# Yokuts Valley
Yokuts Valley är ett bebyggt område (census designated place) i Fresno County i den amerikanska delstaten Kalifornien. Invånarantalet år 2010 uppgick till 3 162.